# Plancher rossignol

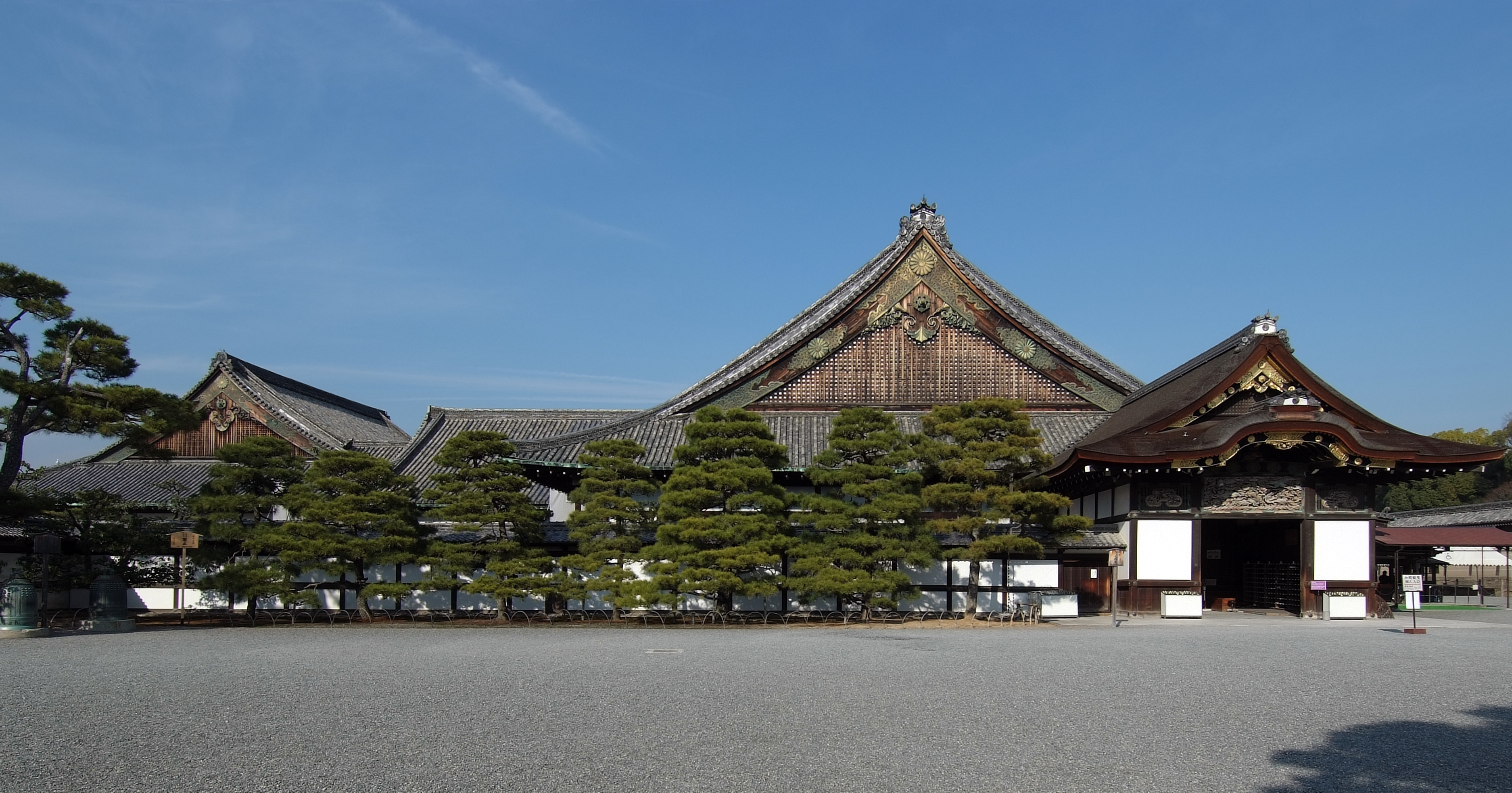
Le château de Nijō, monument historique de l'ancienne Kyoto.

Un plancher rossignol (鴬張り, uguisubari)  est un type de parquet qui produit un son caractéristique, semblable à un pépiement d'oiseau, au passage d'une personne. 
Ces sols étaient utilisés dans les couloirs de certains temples et palais, l'exemple le plus célèbre étant le château de Nijō, à Kyoto, au Japon. Les planches sèches craquent naturellement sous la pression, mais ces parquets ont été réalisés de manière que leurs clous se frottent contre une pince, ce qui provoque des bruits de pépiements. On ne sait pas si la conception était intentionnelle : en effet il semble que, du moins au début, l’effet soit né du hasard. Un panneau d'information situé dans le château de Nijō indique que « le son de chant n'est pas vraiment intentionnel, mais provient plutôt du mouvement des clous contre le sol causé par l'usure au fil des ans ». La légende raconte que ces sols grinçants ont été utilisés comme un dispositif de sécurité, garantissant que personne ne pourrait se faufiler dans les couloirs sans être détecté.
Le nom français « rossignol » fait référence à la bouscarle chanteuse, ou uguisu, qui est un type de mésange ou rossignol originaire du Japon.

## Construction

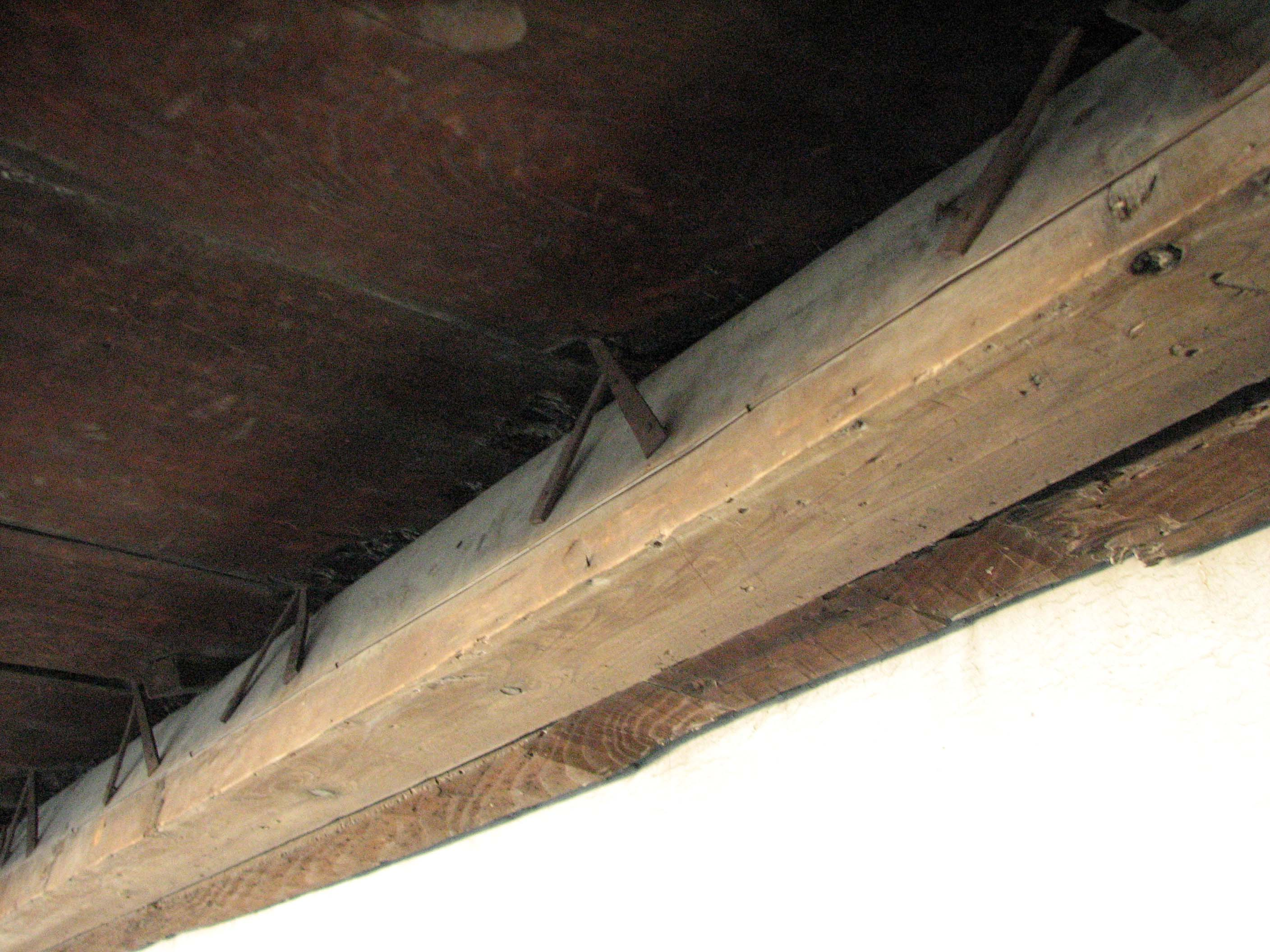
Les parquets rossignols utilisent des clous pour émettre un son strident sous la pression.

Les sols ont été fabriqués à partir de planches séchées. Les joints en forme de V à l'envers se déplacent à l'intérieur des panneaux lorsque la pression est appliquée.

## Étymologie
鶯 or 鴬 (Uguisu) se réfère à la bouscarle chanteuse. Le dernier segment, 張り (bari), vient de 張る (haru), signifiant « étirer ». Le tout signifie donc « le son d'un rossignol causé par les étirements / gonflements / tensions [du sol] ».

## Exemples
Les lieux suivants intègrent des planchers rossignol :
- château de Nijō, Kyoto
- Chion-in, Kyoto
- Eikan-dō Zenrin-ji, Kyoto
- Daikaku-ji, Kyoto

## Influences modernes et sujets connexes
- Route de la mélodie à Hokkaido, Wakayama et Gunma
- Route de chant à Anyanag, Gyeonggi, Corée du Sud
- Civic Musical Road à Lancaster, Californie
- Lian Hearn, Le Clan des Otori, Tome 1 : le silence du Rossignol.
- Assassin's Creed Shadows : certains planchers de ce type donnent l'alerte aux gardes dans les châteaux. Le tenshu de Koriyama par exemple, dans la région de Yamato.